# Клод Нобс

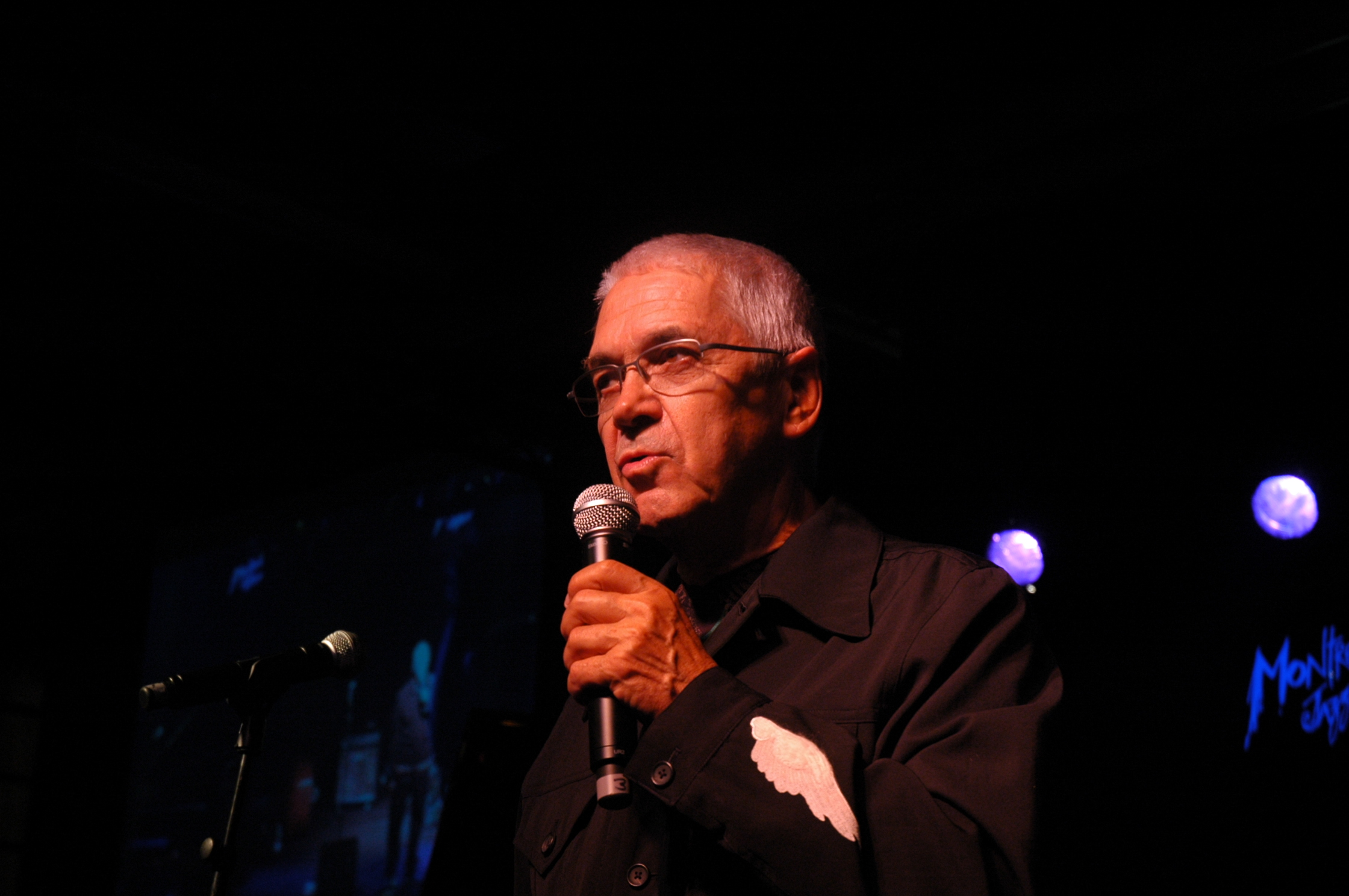
Клод Нобс, фото 2006 року

Клод Нобс (народився 4 лютого 1936 в Монтре — помер 10 січня 2013 у Швейцарії) — засновник і генеральний директор джазового фестивалю в місті Монтре.
Кухар за освітою.
На початку 1960-х працював клерком у турфірмі, яка, також організовувала концерти.
В 1964 році його стараннями в Швейцарії пройшли концерти гурту The Rolling Stones, а також Роберти Флек і Арети Франклін. Для співачок це були перші виступи в Європі.
В 1967 заснував в Монтре джазовий фестиваль.
24 грудня 2012 отримав травму, катаючись на лижах в Альпах поблизу його рідного міста Монтре . Впав у кому, з якої вже не вийшов. В Університетській лікарні Кантона йому була зроблена операція. Однак лікарям не вдалося врятувати йому життя.

## Цікаво
Нобс згаданий у тексті пісні Smoke on the Water гурту Deep Purple. У 1971 учасники колективу, що перебували в цей час у Монтре, відвідали фестивальний виступ Френка Заппи, під час якого сталася пожежа. Нобс, також присутній на концерті, допомагав евакуювати слухачів. У Smoke on the Water, присвяченої цим подіям, Нобс описувався як «funky Claude» («переляканий Клод»), який «бігав туди-сюди».